# Даханавар
Даханавар, также Дашнавар (арм. Դախանավար) — в древнеармянской мифологии вампир, который проживает в горах Ултиш Альто-тэм. Он прославился тем, что никогда не убивал жителей, которые жили на его землях.

## Описание
Даханавар, по легенде, владел 366 долинами и никогда не пускал к себе чужаков. Обладая нечеловеческой мощью, он долгие годы защищал людей, не давая врагам пройти горное ущелье Ултиш Альто-тэм и захватить Армению: когда кто-то вторгался на его земли, он нападал на них в ночное время, убивал их, выпивая кровь.
В истории, написанной в 1854 году бароном Августом фон Акстаусеном, рассказывается о двух путешественниках, которые попали во владения Даханавара. Эти путешественники знали, что Даханавар пил кровь чужеземцев только в ночное время, и поэтому они заснули ногами, подложенными под головы друг друга. Озадаченный этим странным существом с двумя головами и без ног, Даханавар покинул эти земли, и о нём никогда больше не слышали.

## В художественной литературе
- Vampyres of Hollywood, Adrienne Barbeau, Michael Scott, Macmillan, 2009, ISBN 1429991860, 9781429991865
- Цикл «Киндрет», Алексей Пехов, Елена Бычкова и Наталья Турчанинова[4]